# تاداشي سوزوكي
تاداشي سوزوكي (باليابانية: 鈴木忠志؛ بالكانا: すずき ただし) هو كاتب مسرحي ورائد وفيلسوف ومخرج ياباني، ولد في 20 يونيو 1939 في شيميزو ‏ في اليابان.